# Agrostis insularis
Agrostis insularis là một loài thực vật có hoa trong họ Hòa thảo. Loài này được Rúgolo & A.M.Molina mô tả khoa học đầu tiên năm 1997 publ. 1998.